# Joseph-Félix Roy
 (juillet 2019).
Si vous disposez d'ouvrages ou d'articles de référence ou si vous connaissez des sites web de qualité traitant du thème abordé ici, merci de compléter l'article en donnant les références utiles à sa vérifiabilité et en les liant à la section « Notes et références ».
Pour les articles homonymes, voir Roy et Joseph Roy.
Joseph-Félix Roy, né le 20 novembre 1893 à Saint-Pierre-de-Broughton et mort le 7 juin 1955 à Limoilou, est un médecin et homme politique québécois.